# Heterocerus insolens
Heterocerus insolens är en skalbaggsart som beskrevs av Miller 1994. Heterocerus insolens ingår i släktet Heterocerus och familjen strandgrävbaggar. Inga underarter finns listade i Catalogue of Life.